# Breutelia ulicina
Breutelia ulicina är en bladmossart som beskrevs av Theodor Carl Karl Julius Herzog 1927. Breutelia ulicina ingår i släktet gullhårsmossor, och familjen Bartramiaceae. Inga underarter finns listade i Catalogue of Life.